# 墨

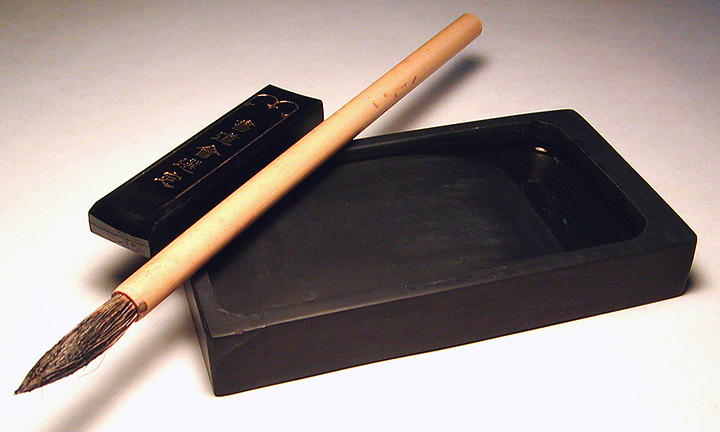
墨 写真左手奥から「墨」「筆」。中央には「硯」。硯の一部分は窪み、硯の表面で水とすられた墨は窪みの「海」へ溜まる

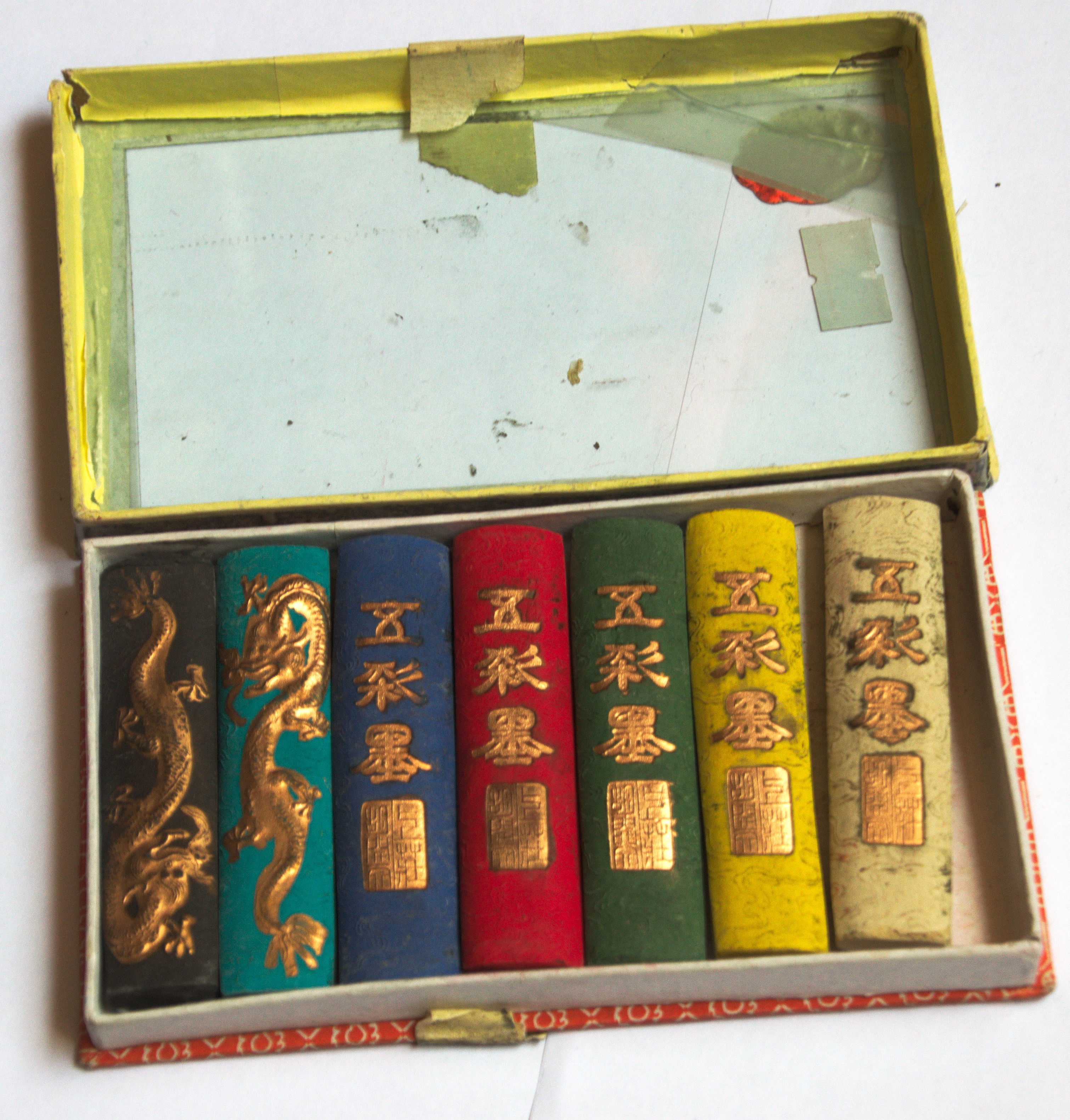
中国の彩墨

墨（すみ）とは、煤（すす）、膠（にかわ）、香料を主原料とする書画材料。煤や膠に少量の香料などを加えて練和し木型に入れて乾燥させたものは摺墨ともいう。このような硯で水とともに磨って用いる固形墨（こけいぼく）のほか、手軽に使えるよう液状に製造した液体墨（えきたいぼく）もある。固形墨を摺った液や液体墨は墨汁（ぼくじゅう）または墨液（ぼくえき）とも呼ばれる。

## 歴史

### 中国
墨の歴史は固形墨から始まった。その起源については諸説あるが紀元前には既に存在していた。
古代中国の甲骨文に墨書や朱墨の跡が発見されており、殷の時代に発達した甲骨文字とときを同じくして使用されたと考えられる。中国湖北省の雲夢県睡虎地（うんぼうけんすいこち）で発見された紀元前211年の秦墓からは筆と硯、墨が発見されている。また、湖北省江陵県鳳凰山百六十七号墓からは紀元前179年〜紀元前141年頃と推定される穂先に墨が残った筆が発見されている。
紀元前には木炭の粉や石墨（グラファイト、黒鉛）の粉を水と漆で溶いた液が用いられ、漢代には漆で丸く固めた「墨丸」や硯の類、松を燃やした煤（松煙）が使われるようになり、三国時代までには膠で固めた扁平な墨が作られるようになり、宋代には油を燃やした煤（油煙）による油煙墨が作られはじめた。

### 朝鮮
朝鮮では三国時代から良質な墨が作られ、後述のように高句麗から日本へ製墨技術が伝えられていた。新羅で作られた「新羅武家上墨」と「新羅楊家上墨」は現在も日本の正倉院に宝蔵されている。一方で、歴史的に職人の社会的地位はとても低く、製墨に係わる文献資料がほとんど残されていないことから、その研究や再現には困難が生じている。現代に行われている朝鮮の伝統的な墨の再現では、中国や日本の資料も考証に加えられている。

### 日本
現存する日本最古の墨書は三重県嬉野町（現在は松阪市）貝蔵遺跡で出土した2世紀末の墨書土器に記されていた「田」という文字（あるいは記号）とされている。更に遡る紀元前1-2世紀の硯とみられる品も、福岡県行橋市下稗田遺跡など九州北部の複数遺跡から出土している。日本での製墨の記録は『日本書紀』が初出とされ、推古天皇18年（610年）に高句麗から渡来した曇徴によって行われた。大宝律令には中務省に造墨手を置くことが定められ、奈良時代には平城京図書寮や和豆賀（京都府和束町）、播磨国で墨が作られた。平安時代には松煙墨の生産が盛んになり、紀伊国産の「藤代墨」や近江国産の「武佐墨」が知られた。室町時代には明徳から応永の頃、奈良の興福寺二諦坊において荏胡麻油から油煙墨が作られるようになり、これは「南都油煙墨」と呼ばれ、松煙墨より墨色が濃く高く評価された。安土桃山時代には安価な菜種油が油煙の原料として使われるようになり、奈良では民間でも製墨が行われるようになった。江戸時代には紀伊徳川家の後押しにより、水墨画に適した紀伊国産の松煙墨である藤代墨が「藤白墨」として再興され珍重されたが、江戸末期には後継者が途絶えた。現在の墨の主要産地としては、奈良県産（奈良墨）が9割のシェアを占めるほか、藤白墨と同じく平安時代に始まり紀伊徳川家に支えられた歴史を持つ三重県産（鈴鹿墨）や、藤白墨の松煙生産を現代に復興させた和歌山県産（紀州松煙墨）がある。

### 西洋への輸出
西洋へはインドを経由して輸出され、インディア・インクやチャイニーズ・インクと呼ばれ、改良品も作られ、没食子インクやビストル、セピアと並び古典的なペン用インクとして使われる。耐水性のインディア・インクには、水や膠に代わって、媒剤にアルコール溶媒やシェラック樹脂を用いた油性のものもある。

### 液体墨の登場
明治20年代、小学校教員をしていた田口精爾が、冬場に冷たい水で墨をする生徒達や、墨にかかる時間で文字を書く時間が減ることを懸念し、液体の墨を作る事を発起。東京職工学校（現・東京工業大学）で応用化学を学び、その後、墨汁を発明。1898年（明治31年）に「開明墨汁」と名付け商品化し販売。田口商会（現在の開明株式会社）を牛込区築土八幡（現在の新宿区）に創業した。
1950年（昭和25年）には墨をペースト状にして水で溶いて用いる練墨（ねりずみ）が登場した。1957年（昭和32年）にはポリビニルアルコール（PVA）を利用した墨汁が初めて特許申請された。

## 原料
墨は膠、煤、香料を主原料とする。液体墨の場合は水が加えられており防腐剤が加わることもある。

### 膠
膠には筆記した文字を紙に固着させる効果がある。膠は動物の骨や皮などを煮て得られる液体を濃縮乾燥させたものだが、牛皮を原料とする墨が多く製造されている。
固形墨においても墨液においても、年月が経てば膠の成分が変質し弱くなる。これを「膠が枯れる」という。作った当初は膠が強くて粘りがあり、紙に書いた場合、芯（筆で書かれた部分）と滲みの差が小さいが、年月を経ると膠が枯れ、滲みも増えて墨色の表現の自由度が広がる。水分が多いと書いた線の部分から滲みが大きく広がる。この状態を「墨が散る」という。

### 煤
墨に用いられる煤には、油煙、松煙、工業煙（軽油などを燃やしたもの）がある。
現代では印刷インキなどのカーボンブラックの多くは、ファーネス炉にエチレンボトム等の石油系原料を吹き込んで不完全燃焼させるファーネス法によって製造されるものが多い。しかし、墨の製造に用いる煤は、菜種油や鉱物油を原料にランプを使って製造するランプブラック法で製造したものや、松材を燃やして製造する松煙などが用いられている。
ファーネス法によって製造されるカーボンブラックは煤の最小構成単位である一次凝集体の分布幅が狭い（比較的均質）のに対し、ランプブラック法で得られる煤は一次凝集体の分布幅が広い。さらに煤の一次粒子径の大きさは油煙では30nm前後だが、松煙では50nm以上と大きいため、松煙を用いて作られる墨は墨色が薄いとわずかに薄青を呈する。
油煙墨
油煙は、煤の粒子が細かく均一で、黒色に光沢と深味がある。製法は土器に油を入れて灯芯をともし、土器の蓋についた煤を集めて作る。植物油では菜種油が最適とされるが、他にゴマ油や大豆油、ツバキ、キリなどがある。鉱物油は重油や軽油、灯油である。雨風に強い。
松煙墨（青墨）
松煙は燃焼温度にむらがあり、粒子の大きさが均一でないことから、重厚な黒味から青灰色に至るまで墨色に幅がある。青みがかった色のものは青墨（せいぼく）と呼ばれる。製法は、松の木片を燃焼させて煤を採取する。青墨には、煤自体が青く発色するもの以外に、藍などで着色するものもある。雨風に弱い。
朱墨、青墨、紫墨、茶墨などの表現があるが、朱墨以外は基本的に黒色で、色調の傾向を示す言葉である。朱墨の原料は、鉱産物として天然に採掘される辰砂である。

### 香料
膠と煤だけでも墨を製造することはできるが、膠の臭いを緩和する目的と、気持ちを静めるために副次的に香料が使用されている。

## 固形墨

### 製法
墨の原料である膠は動物性たんぱく質で腐敗しやすいため、伝統的な墨は暑い時期には製造できない。
採煙
植物油等を入れた素焼きの器の灯心に点火して蓋についた煤を採取する。
混和・混練
湯煎などで膠を溶かして煤と合わせて混和機などで混和・混練し、さらに香料を加えて職人が手練りを行う。
型入れ
伝統的な製法では手練りの工程で十分に墨玉を練り、これを4つのパーツからなる木型に入れて数十分放置することで膠が冷えて成型時の形状が保持される。
乾燥
木型から取り出し、1日目は水分が多めの木灰、2日目は水分が少なめの木灰の中で乾燥させ、さらに木灰から取り出して1〜2か月乾燥させる。
彩色・包装
乾燥後に水洗いし表面を磨いてから金粉や銀粉などで彩色する。

### 古墨
固形墨の場合は「墨は成長する」という言葉があり、特に20年から50年経ったものは「古墨」と呼ばれ珍重される。

### 工芸品としての墨
墨を練る技術以外に、高級品では墨の形も美術工芸的に重要となる。墨型彫刻師が木型を製作し、多様な形態が珍重される。日本で墨型彫刻を専業で行なう工房は、2014年時点で奈良の中村雅峯（「型集」7代目）ただ一人。

## 液体墨
日本では明治中期に即座に使えるような墨汁の製造が行われるようになった。膠を使った墨汁は低温でゲル化するのを防ぐため、塩化カルシウムなどを添加しているが、その吸湿性のため乾燥が遅い。また、金属腐食性があるため筆ではない製図用のペンなどに用いるには不適当とされる。
1957年（昭和32年）にはポリビニルアルコール（PVA）を利用した墨汁が初めて特許申請された。膠の代わりにポリビニルアルコールといった合成樹脂を用いたものは、腐敗しにくく、低温で凝固しにくく、乾きが早いといった特徴がある。ただし、これらの液体墨も5年くらいで使い切ったほうが良いとされている。

## 墨書の特質
墨の吸い込みが良い画宣紙に淡墨で墨書すると濃淡が現れ、書道では濃い線の部分を基線、基線の周囲の淡い色の部分を滲みと呼んでいる。これは墨の大きな粒子は紙の表面に押し付けられて留まり基線となり、墨の細かな粒子は磨墨液（中の水）の拡散で基線の周囲に運ばれて滲みとなっている。また、基線の部分にはカーボンの粗粒子が多く、滲みの部分は細かな粒子が多くなるためこのように見えると考えられている。
自分で摺る固形墨の場合は濃淡をつけやすく、液体墨よりも粒子が細かい。液体墨は濃度が均一で、見た目がやや平板になるが、粒子は粗いため力強い線となる。このような特徴の違いがあるため書家によっては固形墨と液体墨を使い分けている。また、大きい作品の場合は大量の墨が必要となるため液体墨が使われることが多いが、固形墨が使われる場合もあり、固形墨を摺るための墨磨機という専用の機械を用いることもある。

## 儀式・遊び
日本に人の顔などに墨を付ける伝統儀式がある（「墨つけとんど」「墨付け正月」）。羽根突き遊び（追羽子）では打ち損じた者の顔に墨が塗られるという風習もある。